# جاي إل. ماكي
جاي إل. ماكي (بالإنجليزية: J. L. Mackie)‏ هو أستاذ جامعي وفيلسوف أسترالي، ولد في 25 أغسطس 1917 في سيدني في أستراليا، وتوفي في 12 ديسمبر 1981 في أكسفورد في المملكة المتحدة.

## وصلات خارجية
- جاي إل. ماكي على موقع الموسوعة البريطانية (الإنجليزية)